# Rožnolistni kukmakovec
Rožnolistni kukmakovec (znanstveno ime Leucoagaricus leucothites) je gliva iz rodu kukmakovcev (Leucoagaricus).

## Značilnosti
Klobuk je bel in mesnat. Od zgoraj spominja na kukmake. Površina je drobno polsteno luskasta in na pritisk rahlo porumeni.
Trosovnica je sestavljena iz lističev, ki so ob betu prosti in zaokroženi. Mladi so bele barve, s starostjo pa dobijo rožnat nadih, po čemer je dobila slovensko ime.
Bet je bel in valjast s puhastim obročkom. V dnišču je odebeljen in nima ostankov ovojnice, kot jo imajo mušnice.

## Razširjenost in življenjski prostor
Vrsta je zelo pogosta. Raste kot gniloživka v parkih in na travnikih, redkeje v odprtih gozdovih.  

## Mikroskopske značilnosti
Trosni odtis je bel.
Trosi so mandljaste oblike, dekstrinoidni in veliki 7—11 x 5—7 µm.

## Podobne vrste
Možna je zamenjava z dežniki (Macrolepiota), ki imajo kremast trosni odtis in kukmaki (Agaricus), ki imajo rjav trosni odtis. Podobni strupeni kukmaki porumenijo v dnišču, kot pri najbolj znanem karbolnemu kukmaku (Agaricus xanthodermus).
Nevarna bi lahko bila zamenjava z mušnicami (Amanita), ki imajo v dnišču ostanke lupine.

## Uporabnost
Velja za užitno in okusno gobo, vendar nekateri avtorji trdijo, da lahko povzoča prebavne težave.

## Taksonomija
Vrsto je najprej opisal Carlo Vittadini leta 1835 kot Agaricus leucothites zaradi podobnosti s kukmaki.
Solomon Wasser jo je leta 1977 prestavil v rod kukmakovcev (Leucoagaricus).

## Galerija slik
- Rožnolistni kukmakovec
- Klobuk
- Lističi
- Trosi